# Modrikasta golobica
Modrikasta golobica (znanstveno ime Russula cyanoxantha) je gliva je gliva iz rodu golobic (Russula).

## Značilnosti
Klobuk je modrikasto zelenkaste barve in doseže premer od 5 do 15 cm. Sprva je izbočen in ima spodvihan rob, kasneje pa se izravna in postane v sredini udrt, obrobje pa se zravna in rahlo privzdigne. Kožica je gladka, v vlažnem vremenu lepljiva in se na obrobju zlahka olupi.
Trosovnica je sestavljena iz belih, prožnih lističev, ki so priraščeni na bet in se ob pritisku med seboj pogosto zlepijo.
Bet je bele barve, le včasih je rahlo vijoličasto obarvan. Je valjast, poln in v dnišču zožen. Običajno je gladek ali podolžno zguban. V višino doseže od 4 - 10 cm, premer pa je med 1 in 3 cm. 
Meso je belo, pod kožico na klobuku včasih rahlo rdečkasto in na zraku posivi. Vonj je neizrazit, okus pa je prijeten in mil.
Kemične reakcije na mesu klobuka:
- železov sulfat: negativna
- gvajak: modra - zelena
- fenol: vinsko rjava[2]

## Razširjenost in življenjski prostor
Modrikasta golobica raste v skupinah pod listavci, najraje pod bukvami od maja do novembra. V Sloveniji je dokaj pogosta vrsta.

## Mikroskopske značilnosti
Trosni odtis je bele barve. Trosi so elipsasti, bradavičasti in merijo 5,5–6,5 x 5,5–6,5 μm.

## Podobne vrste
- siva golobica (Russula ionochlora) ima krhke lističe in kremast trosni odtis.
- sivomodra golobica (Russula parazurea) ima bolj motno površino klobuka
- lomljiva golobica (Russula sardonia) ima bolj rumenaste lističe in je močno pekoča

## Uporabnost
Užitna. Je zelo cenjena in vsestranska goba, predvsem na hitro pečena na žaru. Primerna je tudi za konzerviranje. Pred pripravo je priporočljivo olupiti kožico s klobuka.

## Galerija slik
- ilustracija
- lističi in bet
- trosi